# 19364 Semafor
19364 Semafor este o planetă minoră (asteroid), cu un diametru de 7,058 km, din centura de asteroizi. A fost descoperită pe 21 septembrie 1997 la Ondřejovská hvězdárna⁠(d) de Lenka Kotková⁠(d) și a fost numită după Semafor⁠(d). 
Obiectul prezintă o orbită caracterizată de o semiaxă mare de 2,6806036 UAi, o excentricitate de 0,11, o înclinație de 13,40612 ° în raport cu ecliptica.